# Wilków (województwo świętokrzyskie)
Wilków – wieś w Polsce położona w województwie świętokrzyskim, w powiecie kieleckim, w gminie Bodzentyn.

## Historia
W czasie okupacji niemieckiej służący reżimowi III Rzeszy Kałmucki Korpus Kawalerii dokonał w listopadzie 1944 pacyfikacji wsi Wilków. Pacyfikacje przeprowadzane przez Kałmuków polegały na mordowaniu mieszkańców, rabunkach i paleniu zabudowań. W Wilkowie Kałmucy zabili dwie osoby.
W latach 1975–1998 miejscowość należała administracyjnie do województwa kieleckiego.

## Położenie
Wieś położona jest w Dolinie Wilkowskiej w Górach Świętokrzyskich. Bywa ona nazywana doliną poetów ludowych, ze względu na tworzących tu Katarzynę Zaborowską, Marię Cedro-Biskupową, Jana Cedro oraz Rozalię i Wojciecha Grzegorczyków. Z miejscowości roztacza się widok na najwyższy szczyt Gór Świętokrzyskich Łysicę. W Wilkowie znajduje się zabytkowa kapliczka pw. Matki Boskiej Częstochowskiej oraz wiele pomników przyrody (głazy narzutowe).
W 2005 roku został oddany do użycia tzw. Zalew Wilkowski – sztuczny zbiornik wodny na rzece Lubrzance o funkcjach retencyjnej i rekreacyjnej.
Przez wieś przechodzi czerwony szlak rowerowy z Cedzyny do Nowej Słupi.